# Villeneuve-au-Chemin
Villeneuve-au-Chemin település Franciaországban, Aube megyében. Lakosainak száma 196 fő (2022. január 1.). Villeneuve-au-Chemin Coursan-en-Othe, Ervy-le-Châtel, Montfey és Vosnon községekkel határos.

## Népesség
A település népessége az elmúlt években az alábbi módon változott:
| Lakosok száma | 238  | 186  | 167  | 198  | 187  | 188  | 185  | 184  | 185  | 196  |
|               | 1968 | 1982 | 1990 | 2006 | 2013 | 2015 | 2017 | 2019 | 2020 | 2022 |